# Gallifa
Gallifa – gmina w Hiszpanii, w prowincji Barcelona, w Katalonii, o powierzchni 16,2 km². W 2011 roku gmina liczyła 200 mieszkańców.